# الشركة الوطنية السعودية للنقل البحري
البحري (سابقًا: الشركة الوطنية السعودية للنقل البحري) هي شركة مساهمة سعودية، تأسست في الثاني والعشرين من أكتوبر عام 1979، برأس مال يبلغ ثلاثة مليارات ومئة وخمسين مليون ريال سعودي تنشط الشركة في خدمات الخطوط العامة، ونقل النفط والبتروكيماويات، وشحن عام وخدمات الحاويات، وتأجير السفن، وإصلاح الحاويات، وإدارة السفن.

## تاريخ الشركة
تأسست الشركة الوطـنية السعودية للنقل البحري بموجب المرسوم الملكي رقم م/5 بتاريخ 12 صفر 1398هـ (الموافق 21 يناير 1978م) وتم قيدها بالسجل التجاري رقم (1010026026) بتاريخ 1 ذو الحجة 1399هـ (الموافق 22 أكتوبر 1979م) الصادر بمدينة الرياض.
بدأت شركة البحري عملياتها في قطاع نقل البضائع العامة في العام 1983م، وفي العام 1985م دخلت البحري في نشاط نقل المنتجات البترولية، وفي منتصف التسعينيات الميلادية دخلت في نشاط نقل النفط الخام، تلا ذلك الدخول في نشاط نقل وتجارة الغاز المسال عن طريق شراء حصة في شركة بترديك (Petredec)، وفي العام 2010م تم الدخول في نشاط نقل البضائع السائبة. نظراً لتوسع أنشطة الشركة وزيادة وحدات أسطولها، قامت الشركة في عام 1996م بتأسيس شركة الشرق الأوسط لإدارة السفن المحدودة لتقديم الخدمات الفنية لسفن وناقلات الشركة وشركاتها التابعة لمجموعة البحري.
قامت الشركة في عام 2012م بتوقيع اتفاقيات تفاهم ملزمة مع شركتي أرامكو السعودية وشركة فيلا المملوكة بالكامل لشركة أرامكو لدمج أسطول وعمليات شركة فيلا مع البحري، وتضمنت هذه الصفقة انتقال كامل أسطول فيلا المكون من (14) ناقلة نفط عملاقة مزدوجة التصفيح، وناقلة نفط عملاقة تستخدم للتخزين العائم و5 ناقلات لنقل المنتجات البترولية المكررة، في العام 2014م تم إستكمال الحصول على كافة الموافقات النظامية لعملية الدمج، وبموجبها تم نقل كامل أسطول وعمليات فيلا تباعاً، وقد استكملت عملية النقل بتاريخ 15 ديسمبر 2014.

## أنشطة الشركة
تتمثل أنشطة الشركة والشركات التابعة لها في شراء وبيع البواخر والسفن وتشغيلها لنقل البضائع والمشاركة في عمليات النقل البحري ووكالات شركات الملاحة البحرية وتخليص البضائع وتنسيق نقلها وتخزينها على متن البواخر وجميع العمليات المرتبطة بالنقل البحري، وتمارس المجموعة نشاطها من خلال أربعة قطاعات مختلفة هي نقل النفط الخام ونقل الكيماويات ونقل البضائع العامة ونقل البضائع الجافة السائبة، بالإضافة إلى تملك الأراضي والعقارات داخل المملكة أو خارجها وتملك الحصص في شركات أخرى أو الإندماج معها والاشتراك مع الغير في تأسيس شركات لمزاولة نشاط مماثل أو متمم لها.

## الشركات التابعة
الشركات التابعة:
| الشركات التابعة                                     | تاريخ التأسيس | نسبة الملكية المؤثرة | نسبة الملكية المؤثرة | النشاط الأساسي       | المقر                      |
| --------------------------------------------------- | ------------- | -------------------- | -------------------- | -------------------- | -------------------------- |
| الشركات التابعة                                     | تاريخ التأسيس | 2021م                | 2020م                | النشاط الأساسي       | المقر                      |
| الشركة الوطنية السعودية للنقل البحري – أمريكا       | 1991م         | 100٪                 | 100٪                 | وكيل لسفن الشركة     | الولايات المتحدة الامريكية |
| شركة الشرق الأوسط لإدارة السفن المحدودة (جيه إل تي) | 2010م         | 100٪                 | 100٪                 | الإدارة الفنية للسفن | الإمارات العربية المتحدة   |
| الشركة الوطنية لنقل الكيماويات المحدودة             | 1990م         | 80٪                  | 80٪                  | نقل البتروكيماويات   | المملكة العربية السعودية   |
| شركة البحري للبضائع السائبة المحدودة                | 2010م         | 60٪                  | 60٪                  | نقل البضائع السائبة  | المملكة العربية السعودية   |
| شركة بحري بولوريه لوجيستكس                          | 2017م         | 60٪                  | 60٪                  | الخدمات اللوجستية    | المملكة العربية السعودية   |
| شركة البحري بونقي للبضائع السائبة*                  | 2017م         | -                    | 36٪                  | نقل البضائع السائبة  | الإمارات العربية المتحدة   |

* في 31 مارس 2020م، قرر الشركاء في شركة البحري بونقي للبضائع السائبة تصفية الشركة. في 18 مايو 2021م انتهت الإجراءات القانونية لتصفية شركة البحري بونقي للبضائع وبالتالي تمت تصفيتها.
الشركات المستثمر فيها بطريقة حقوق الملكية:
| شركات مستثمر فيها بطريقة حقوق الملكية | تاريخ التأسيس | نسبة الملكية | نسبة الملكية | النشاط الأساسي      | المقر                    |
| ------------------------------------- | ------------- | ------------ | ------------ | ------------------- | ------------------------ |
| شركات مستثمر فيها بطريقة حقوق الملكية | تاريخ التأسيس | 2021م        | 2020م        | النشاط الأساسي      | المقر                    |
| شركة بترديك المحدودة                  | 1980م         | 30.3٪        | 30.3٪        | نقل الغاز المسال    | سنغافورة                 |
| الشركة العالمية للصناعات البحرية      | 2017م         | 19.9٪        | 19.9٪        | الصناعات البحرية    | المملكة العربية السعودية |
| الشركة الوطنية للحبوب                 | 2021م         | 50%          | -            | تعبئة وتخزين الحبوب | المملكة العربية السعودية |

يتم تشغيل الشركة من خلال الفروع التالية:
| الاسم التجاري                        | رقم التسجيل       | تاريخ التسجيل | المدينة |
| ------------------------------------ | ----------------- | ------------- | ------- |
| الشركة الوطنية السعودية للنقل البحري | 1010026026        | 23/10/1979    | الرياض  |
| الشركة الوطنية السعودية للنقل البحري | 4030033402        | 21/2/1982     | جدة     |
| الشركة الوطنية السعودية للنقل البحري | 2050013881        | 30/7/1983     | الدمام  |
| الشركة الوطنية السعودية للنقل البحري | 2055001309        | 25/7/1984     | الجبيل  |
| الشركة الوطنية السعودية للنقل البحري | جيه إل تي - 65807 | 6/12/2010     | دبي     |
| الشركة الوطنية السعودية للنقل البحري | اف06135           | 26/8/2016     | نيودلهي |

## أسطول المجموعة
تمتلك المجموعة أسطولاً مكوناً من 92 سفينة مملوكة و6 سفن مستأجرة تعمل في القطاعات التالية:
قطاع نقل النفط الخام: يتكون من 39 سفينة (31 ديسمبر2020م: 39 ناقلة)، منها 39 ناقلة نفط عملاقة تعمل في السوق الفوري، وتمتلك المجموعة كذلك 8 ناقلات منتجات نفطية مكررة، تدار تجاريآ من قبل الشركة الوطنية لنقل الكيماويات المحدودة.
قطاع نقل الكيماويات: يتم تشغيل هذا القطاع بالكامل عن طريق الشركة الوطنية لنقل الكيماويات المحدودة التي تمتلك 36 سفينة و6 سفن مستأجرة (31 ديسمبر 2020م: 36 سفينة مملوكة وسفينتان مستأجرتان)، تعمل كما يلي:
- 26 سفينة تعمل في السوق الفوري.[4]
- 3 سفن مؤجرة إلى الشركة العالمية للشحن والنقل المحدودة التابعة للشركة السعودية للصناعات الأساسية (سابك)، 5 سفن مؤجرة إلى شركة أرامكو للتجارة.[4]

قطاع الخدمات اللوجستية: يتكون من 6 سفن دحرجة (31 ديسمبر 2020م: 6 سفن) تعمل على الخطوط التجارية بين أمريكا الشمالية وأوروبا والشرق الأوسط وشبه القارة الهندية واسيا.
قطاع نقل البضائع السائبة: يتم تشغيل هذا القطاع عن طريق شركة البحري للبضائع السائبة التي تمتلك 11 سفن متخصصة في نقل البضائع السائبة (31 ديسمبر 2020م: 10 سفن)، 5 منها مؤجرة إلى الشركة العربية للخدمات الزراعية (أراسكو)، و4 تعمل في السوق الفوري.
قطاع البحري للخدمات البحرية: توسعت البحري لتحلية المياه من خلال اتفاق مع SWCC لإنشاء ثلاث محطات عائمة لتحلية المياه المالحة. تستخدم هذه المحطات تقنيات متطورة مثل التناضح العكسي وإعادة التمعدن والترشيح الفائق المتكامل لمعالجة 150 ألف متر مكعب من مياه البحر يوميًا. تعاونت البحري مع شركة ماتيتو، الرائدة في حلول إدارة المياه والطاقة البديلة، لتنفيذ هذا المشروع وتحقيق أهداف رؤية المملكة 2030.

## أعمال الشركة
- النفط الخام: ثاني أكبر شركة نقل بحري مالكة لناقلات النفط بأسطول قوامه 39 ناقلة.
- الكيماويات: ضمن أكبر خمس شركات عالمية مالكة لناقلات الكيماويات بأسطول قوامه 36 ناقلة.
- البضائع العامة بأسطول قوامه 6 سفن للبضائع العامة.
- البضائع السائبة: بأسطول قوامه 11 سفن للبضائع السائبة.
- إدارة السفن.[6]
- البحري للخدمات البحرية.